# Lennart Brohed
Lennart Brohed, född 3 januari 1940 i Gamlestad i Göteborg, är en svensk bibliotekarie, förläggare, översättare och författare.

## Biografi
Lennart Brohed växte upp i Gamlestad i Göteborg  tillsammans med fem syskon. Hans pappa var kyrkoherde och mamman folkskollärare. Efter en fil. kand. i Lund i historia och statskunskap arbetade han som bibliotekarie vid universitetsbiblioteken i Linköping och Göteborg.
Tillsammans med Monika Rudbeck Brohed startade han 1985 Slussens Bokförlag som snart blev en heltidssysselsättning. Förlaget specialiserade sig på böcker om livskriser och sorgearbete, främst engelsk och amerikansk facklitteratur som översattes. Bland de böcker som mest uppmärksammats kan nämnas: Barn som sörjer av Claudia Jewett Jarrat (1996), Skriv dig ur dina kriser av Louise DeSalvo (2006) och Sorgerådgivning och sorgeterapi av J. Willian Worden (2006).
På 1990-talet gav han tillsammans med Monika Rudbeck Brohed ut två resehandböcker – Alghero och Lanzarote.
Tillsammans skrev de också de två första delarna i serien En Göran Persson-deckare, medan han är ensamförfattare till övriga delar och en roman, Hummerfarmen.
Deckarna är fiktiva och utspelar sig under tidsperioden 1916–1921 och 1932–1941. Delarna är fristående och illustrerade med tidningsannonser från tiden. I deckaren Utan Bevis (2017) har han dock utgått från det så kallade Koffertmordet i slutet av 1960-talet.
Böckerna beskriver en svunnen tid – en tid utan datorer, mobiltelefoner och DNA-kännedom – och speglar det vardagliga polisarbetet i en småstad på västkusten. Huvudpersonen är överkonstapel Göran Persson och hans familj.

### Familj
Lennart Brohed är gift med Monika Rudbeck Brohed. De har på olika sätt samarbetat med de flesta av Lennart Broheds böcker. Han var bror till Ingmar Brohed och Birgitta Hedenrud.

## Utmärkelser
- 2008 – Lysekils kulturpris[4]
- 2010 – Stipendium. Sveriges författarförbund[4]
- 2022 – Årets litteraturpris på Lysekils Sommarbokmässa